# Aimé Césaire

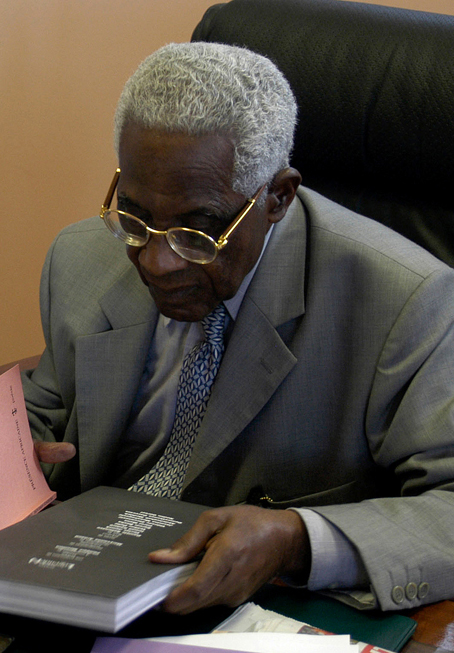
Aimé Césaire 2003

Aimé Fernand David Césaire (* 26. Juni 1913 in Basse-Pointe, Martinique; † 17. April 2008 in Fort-de-France, Martinique) war ein afrokaribisch-französischer Schriftsteller und Politiker (PPM). Er begründete zusammen mit Léopold Sédar Senghor und Léon-Gontran Damas das Konzept der Négritude. Von 1983 bis 1986 war er Präsident des Regionalrats von Martinique.

## Leben und Werk

### Jugend und Ausbildung
Aimé Césaire wurde in eine kinderreiche, in einfachen Verhältnissen lebende Familie geboren. Sein Vater war Steuerkontrolleur, seine Mutter Schneiderin. Er wurde 1924 im Lycée Victor Schoelcher in Fort-de-France auf Martinique eingeschult. Als 18-Jähriger wurde er für seine schulischen Leistungen mit einem Förderstipendium ausgezeichnet. So konnte er ab 1932 das Elitegymnasium Louis-le-Grand in Paris besuchen. Dort war Léopold Sédar Senghor sein Mitschüler. Zusammen lasen sie die Schriften des deutschen Ethnologen Leo Frobenius und gründeten die Gruppe „L’Etudiant noir“ (Der schwarze Student) und 1934 die gleichnamige Zeitschrift, die den französischen Kolonialismus analysierte und kritisierte. 1935 wurde Césaire in die Elitehochschule École normale supérieure aufgenommen. Nach dem Abschluss seiner Studien kehrte er 1938 nach Martinique zurück.
In Paris stellte ihm Senghor die ebenfalls aus Martinique stammende Suzanne Roussi vor. Césaire, Senghor, Damas und Suzanne Roussi arbeiteten für die Redaktion der Zeitschrift L’étudiant noir (Der schwarze Student). Am 10. Juli 1937 heirateten Suzanne Roussi und Aimé Césaire in Paris, im Jahr darauf wurde ihr erstes Kind geboren; fünf weitere gemeinsame Kinder sollten folgen. Die Ehe mit Suzanne Césaire wurde 1963 nach 25 Jahren geschieden.

### Lehrer und Herausgeber
1938 kehrten die Eheleute nach Martinique zurück, zogen nach Fort-de-France und arbeiteten als Lehrer am Lycée Schoelcher. 1941 gründeten Suzanne und Aimé Césaire gemeinsam mit Aristide Maugée und René Ménil die Kulturzeitschrift Tropiques, die das wichtigste Literaturmagazin der Antillen werden sollte und auch wirtschaftliche wie politische Probleme ansprach.

### Schriftsteller
In Paris hatte sich Césaire mit dem Konzept der pré-négritude und dem Surrealismus auseinandergesetzt. Bei der pré-négritude handelt es sich um eine Bewegung afrikanischer Schriftsteller, die im Paris der 20er Jahre antikoloniale Ideen entwickelten. Anfang der 40er Jahre gab er die Kulturzeitschrift Tropiques mit seiner Frau und weiteren Gleichgesinnten heraus. Er war Autor zahlreicher Gedichtbände und Essays – darunter die nie gehaltene, aber als Text folgenreiche Rede Über den Kolonialismus – sowie einiger Theaterstücke.

### Politiker
Zugleich war Aimé Césaire der wichtigste Politiker von Martinique im 20. Jahrhundert. 1945 wurde er zum Bürgermeister von Fort-de-France gewählt. Er hatte dieses Amt 56 Jahre lang inne, bis 2001. Im selben Jahr 1945 wurde er zudem in die französische Assemblée constituante (verfassunggebende Versammlung) und ab 1946 als Abgeordneter der Kommunistischen Partei Frankreichs (KPF) in die Französische Nationalversammlung gewählt (ununterbrochen wiedergewählt bis 1993). Er bewog seine Partei dazu, bei der Abstimmung über den künftigen Status von Martinique und Guadeloupe am 19. März 1946 dafür zu votieren, dass die bisherigen karibischen Kolonien als Übersee-Départements (Département d’Outre Mer/DOM) eingestuft werden sollten. Denn er glaubte das Schicksal seiner Heimat bei einer linken französischen Regierung am besten aufgehoben. 1956 trat er aus der KPF aus. Er gründete die Parti Progressiste Martiniquais (PPM), eine linke Partei, die ein autonomes Martinique im französischen Staat anstrebte. 1978 schloss er sich den Sozialisten an. Von 1983 bis 1986 war er Präsident des Regionalrats von Martinique.

## Zitate
Sein persönliches Urteil über den Kolonialismus und den Imperialismus:
„Der Kolonisator, der im anderen Menschen ein Tier sieht, nur um sich selber ein ruhiges Gewissen zu verschaffen, dieser Kolonisator wird objektiv dahingebracht, sich selbst in ein Tier zu verwandeln. … Man erzählt mir von Fortschritt und geheilten Krankheiten. Ich aber spreche von zertretenen Kulturen, […] von Tausenden hingeopferten Menschen. … Ich spreche von Millionen Menschen, denen man geschickt das Zittern, den Kniefall, die Verzweiflung […] eingeprägt hat.“
Seine Vision von der Integration aller Völker und Kulturen:
„Keine Rasse besitzt das Monopol der Schönheit, der Intelligenz, der Kraft // für alle ist Platz beim Stelldichein des Sieges.“
Über Adolf Hitler und den Zweiten Weltkrieg:
„Ja, es wäre der Mühe wert, das Verhalten Hitlers und des Hitlerismus einer detaillierten klinischen Studie zu unterziehen und dem ach so distinguierten, ach so humanen, ach so christlichen Bürger des zwanzigsten Jahrhunderts mitzuteilen, dass Hitler in ihm ‚haust‘, dass Hitler sein ‚Dämon‘ ist, dass er, wenn er ihn rügt, einen Mangel an Logik verrät, und dass im Grunde das, was er Hitler nicht verzeiht, nicht das ‚Verbrechen‘ an sich, das ‚Verbrechen am Menschen‘, dass es nicht ‚die Erniedrigung des Menschen an sich‘, sondern dass es das Verbrechen gegen den weißen Menschen ist, dass es die Demütigung des Weißen ist und die Anwendung kolonialistischer Praktiken auf Europa, denen bisher nur die Araber Algeriens, die Kulis in Indien und die Neger Afrikas ausgesetzt waren.“

## Schriften

### Dichtung
- Cahier d’un retour au pays natal. 1939
  - Übers. Janheinz Jahn: Zurück ins Land der Geburt. Insel Verlag, Frankfurt 1962[15]
  - Ein Mensch, der schreit. Gedichte aus sieben Jahrzehnten. Aus dem Französischen von Klaus Laabs, Matthhes & Seitz, Berlin 2025, ISBN 978-3-88221-713-1.
- Les armes miraculeuses. 1946[16]
- Soleil cou coupé. 1947[16]
- Corps perdu. 1950
- Sonnendolche. Poignards du Soleil. Lyrik von den Antillen. Wolfgang Rothe, Heidelberg 1956
- Ferrements. 1960[16]
- Cadastre. 1961[16]
- Moi, laminaire. 1982
- Poesiealbum Nr. 231: Aimé Césaire. Übers. Janheinz Jahn, Klaus Laabs, Brigitte Weidmann. Verlag Neues Leben, Berlin 1986
- Gedichte. Nachwort von Michel Leiris, Übersetzung von Brigitte Weidmann. Carl Hanser, München 1987 ISBN 3-446-13920-6
- Jede Insel ist Witwe. Übers. Klaus Laabs, Brigitte Weidmann. Verlag Volk und Welt, Berlin 1989 ISBN 3-353-00563-3
- La poésie. Seuil, Paris 1994 ISBN 2-02-021232-3

### Theater
- La Tragédie du roi Christophe. 1963
- Une saison au Congo. 1966
  - Im Kongo. Ein Stück über Patrice Lumumba. Mit einem Essay von Jean-Paul Sartre: Das politische Denken Lumumbas. Aus dem Französischen übertragen von Monika Kind. Wagenbach, Berlin 1966
- Une tempête. (nach William Shakespeare) 1969
  - Übers. Monika Kind: Ein Sturm, Stück für ein schwarzes Theater. Wagenbach, Berlin 1970
- Et les chiens se taisaient

### Essays
- Discours sur le colonialisme. 1950/1955
  - dt. Über den Kolonialismus. Übers. Monika Kind. Wagenbach, Berlin 1968[17]; Neu-Übers. Heribert Becker, Karin Kramer, Berlin 2010; Kommentierte Neuaufl. der Becker-Version Alexanderverlag, Berlin 2017 (Oktober)
  - engl. Discourse on Colonialism, Monthly Review Press 2001 ISBN 1-58367-025-4
- Lettre à Maurice Thorez. Présence Africaine, Paris 1956
- Discours sur la négritude. 1987